# 영남신학대학교
영남신학대학교(嶺南神學大學校, Youngnam Theological University and Seminary)는 경상북도 경산시에 소재한 대한민국의 사립 대학이다. 개신교 온건 보수주의 개혁주의 교단인 대한예수교장로회(통합)의 경북지역 신학대원이 있다.

## 연혁
1913년 3월 1일, 미국인 선교사 제임스 에드워드 아담스(James Edward Adams)에 의하여 보통성경학교가 설립되었다. 1937년 12월 1일 고등성경학교로 교명을 변경한다. 이후 1954년 4월 1일, 경북노회신학교로 개편되었고, 1957년 3월 11일, 대구장로회신학교로 교명을 변경한다. 1970년 12월 6일, 영남신학교로 교명을 변경한다.
1989년 1월 5일, 본래 대구광역시 중구 일대의 동산캠퍼스에서 경상북도 경산시의 현 교사로 이전한다. 1989년 2월 23일, 학사 학력 인정 교육 기관으로 지정되었고, 1994년 3월 1일부터 대학으로 전환되어 영남신학대학교로 교명을 변경하여 현재에 이르고 있다.

## 교육편제

### 학부
영남신학대학교는 단과대학 편성 없이 신학과, 기독교교육학과, 사회복지학과, 상담심리학과, 국제언어다문화학과 등 5개 학과를 편제하고 학사 학위 과정을 교수하고 있다.

### 대학원
영남신학대학교 대학원은 일반 1개원, 특수 6개원으로 구성한다. 일반대학원의 경우 박사 1학과, 석사 3학과에 대하여 학술 과정을 개설하고 있다. 특수대학원으로 미래목회대학원, 사회복지대학원, 상담대학원, 성서신학대학원, 신학대학원, 통일선교대학원 등을 설치하고 있다.

## 같이 보기
- 대한민국의 교육